# Élections parlementaires chiliennes de 1989
Les élections parlementaires chiliennes de 1989 se déroulent le 14 décembre 1989. Elles visent au renouvellement simultané des deux chambres du Congrès national, le parlement chilien. Le premier tour de l'élection présidentielle est organisée le même jour.
Il s'agit des premières élections parlementaires organisées depuis celles de 1973. Le scrutin, avec l'organisation en soixante circonscriptions pour les députés et dix-neuf circonscriptions sénatoriales, aboutit à une majorité absolue de 69 sièges pour la coalition de la Concertation des partis pour la démocratie à la Chambre des députés ainsi que 22 sièges au Sénat.
La droite chilienne, coalisée au sein de Démocratie et Progrès, remporte 48 sièges à la Chambre des députés et 5 sièges au Sénat. Tandis que trois députés sont issus de la petite coalition de gauche Unité pour la démocratie (es) et un élu est indépendant.

## Contexte
Après le succès du « non » à 55,99 % au référendum de 1988, la défaite de Pinochet conduit le pays à une transition démocratique qui s'achève le 11 mars 1990. Conformément à son mandat reçu lors du plébiscite de 1980, Pinochet reste ainsi le chef de l'État chilien pendant encore une année. 
La constitution est amendée pour mettre un terme aux différentes dispositions transitoires et permettre une transition consensuelle et pacifique. Ainsi, la loi constitutionnelle no 18 825 du 17 août 1989, négociée entre le gouvernement et les partis politiques chiliens, est préalablement soumise à référendum le 30 juillet 1989. Approuvée par 91,25 % des électeurs, la révision de la constitution comporte 54 réformes, donne au pluralisme politique une valeur constitutionnelle, renforce les droits constitutionnels et les principes démocratiques et encadre le recours à l'état d'urgence. 
La victoire du « non » en 1988 et du « oui » en 1989 permet ainsi la fin de la dictature, et le retour de la démocratie au Chili.
Le référendum est suivi en décembre par une élection présidentielle qui aboutit à la victoire dès le premier tour de Patricio Aylwin, membre du Parti démocrate-chrétien et candidat de la Concertation des partis pour la démocratie.

## Système électoral
Il s'agit des premières élections parlementaires organisées depuis les élections parlementaires de 1973 et le retour de la démocratie au Chili. A l'issue de l'élection, 120 députés et 38 sénateurs sont élus, en plus des neuf sénateurs nommés.
La durée du mandat législatif des sénateurs est de huit ans ; cette fois, les sénateurs des régions impaires ont été élus pour un mandat de quatre ans (entre 1990 et 1994). Grâce à ce mandat de quatre ans, à partir des élections de 1993, la moitié du Sénat est renouvelé à chaque élection, conformément à la Constitution politique de 1980.

## Campagne
Lors des élections parlementaires de 1989, la campagne électorale est diffusée sur les chaînes de télévision entre le 14 novembre et le 11 décembre. Les coalitions de la Concertation des partis pour la démocratie, Démocratie et progrès, Alliance du centre et Unité pour la démocratie ont obtenu 213,69 secondes par jour lors de diffusions à 14 h, 17 h, 19 h et 23 h. 
Tandis que les « petits partis », qui ne sont pas membres d'une coalition, Le Pacte libéral-socialiste chilien a obtenu 147,94 secondes, le Parti du Sud 49,31 secondes et le Parti national 98,62 secondes. Les candidats indépendants ont obtenu 49,31 secondes au total, réparties proportionnellement entre tous les candidats hors pacte.

## Coalitions électorales
| Coalition et Partis                        | Coalition et Partis                            | Coalition et Partis                               | Slogan                                                   |
| ------------------------------------------ | ---------------------------------------------- | ------------------------------------------------- | -------------------------------------------------------- |
|                                            |                                                | Parti démocrate-chrétien (PDC)                    | Pour unir les gens                                       |
|                                            | Parti pour la démocratie (PPD)                 | La force du Changement                            |                                                          |
|                                            | Parti socialiste, pro Almeyda (PS-Almeyda),    |                                                   |                                                          |
|                                            | Parti radical (PR)                             | Main dans la main avec toi                        |                                                          |
|                                            | Parti social-démocrate chilien (es) (SDCH)     |                                                   |                                                          |
|                                            | Parti humaniste du Chili (PH)                  |                                                   |                                                          |
|                                            | Les Verts (es)                                 | La réponse à la vie menacée                       |                                                          |
| Concertation des partis pour la démocratie |                                                |                                                   |                                                          |
|                                            |                                                | Rénovation nationale (RN)                         | Renouveau national de la démocratie et du progrès social |
|                                            | Union démocrate indépendante (UDI)             | Une nouvelle génération pour le Chili             |                                                          |
| Démocratie et Progrès                      |                                                |                                                   |                                                          |
|                                            |                                                | Parti de la gauche socialiste élargie (es) (PAIS) | Un PAIS (pays) pour la démocratie et le socialisme       |
|                                            | Parti socialiste radical démocrate (es) (PRSD) | Pour le socialisme et la démocratie               |                                                          |
| Unité pour la démocratie (es)              |                                                |                                                   |                                                          |

## Résultats

### Chambre des députés
|                                                  |                                                  |                                            |           |       |      |               |     |  |  |  |  |  |  |  |
| Alliance et partis                               | Alliance et partis                               | Alliance et partis                         | Voix      | %     | +/-  | Sièges        | +/- |  |  |  |  |  |  |  |
|                                                  |                                                  | Parti démocrate-chrétien                   | 1 766 347 | 25,99 | 5,68 | 38            | 12  |  |  |  |  |  |  |  |
|                                                  | Parti pour la démocratie                         | 778 501                                    | 11,45     | Nv.   | 16   | Nv.           |     |  |  |  |  |  |  |  |
|                                                  | Parti socialiste, pro Almeyda                    | 619 595                                    | 9,12      | Nv.   | 9    | 30            |     |  |  |  |  |  |  |  |
|                                                  | Parti radical                                    | 268 103                                    | 3.84      | 0,51  | 5    | en stagnation |     |  |  |  |  |  |  |  |
|                                                  | Parti humaniste du Chili                         | 52 225                                     | 0.77      | Nv.   | 1    | Nv.           |     |  |  |  |  |  |  |  |
|                                                  | Les Verts (es)                                   | 14 942                                     | 0.22      | Nv.   | 0    | Nv.           |     |  |  |  |  |  |  |  |
| Total Concertation des partis pour la démocratie | Total Concertation des partis pour la démocratie | 3 499 713                                  | 57.50     | 15,5  | 69   | 6             |     |  |  |  |  |  |  |  |
|                                                  |                                                  | Rénovation nationale                       | 1 242 432 | 18,28 | 0,48 | 25            | 11  |  |  |  |  |  |  |  |
|                                                  | Union démocrate indépendante                     | 667 369                                    | 9,82      | 6,14  | 23   | 7             |     |  |  |  |  |  |  |  |
|                                                  | Indépendants, pro Démocratie et Progrès          | 413 780                                    | 6,09      | Nv.   | 8    | Nv.           |     |  |  |  |  |  |  |  |
| Total Démocratie et Progrès                      | Total Démocratie et Progrès                      | 2 323 581                                  | 40,00     | Nv.   | 48   | Nv.           |     |  |  |  |  |  |  |  |
|                                                  |                                                  | Parti de la gauche socialiste élargie (es) | 297 897   | 4,38  | Nv.  | 2             | Nv. |  |  |  |  |  |  |  |
|                                                  | Indépendants, pro Unité pour la démocratie       | 61 374                                     | 0,90      | Nv.   | 0    | Nv.           |     |  |  |  |  |  |  |  |
|                                                  | Parti socialiste radical démocrate (es)          | 1 330                                      | 0,02      | Nv.   | 0    | Nv.           |     |  |  |  |  |  |  |  |
| Total Unité pour la démocratie (es)              | Total Unité pour la démocratie (es)              | Total Unité pour la démocratie (es)        | 360 601   | 5,31  | Nv.  | 2             | Nv. |  |  |  |  |  |  |  |
|                                                  |                                                  | Indépendants Libéral-Socialiste            | 148 503   | 2,18  | Nv.  | 0             | Nv. |  |  |  |  |  |  |  |
|                                                  | Parti libéral (es)                               | 47 237                                     | 0,69      | Nv.   | 0    | Nv.           |     |  |  |  |  |  |  |  |
|                                                  | Parti socialiste chilien (es)                    | 10 398                                     | 0,15      | Nv.   | 0    | \|Nv.         |     |  |  |  |  |  |  |  |
| Total Libéral-socialiste chilien (es)            | Total Libéral-socialiste chilien (es)            | 206 138                                    | 3,03      | Nv.   | 0    | Nv.           |     |  |  |  |  |  |  |  |
|                                                  |                                                  | Indépendants de l'Alliance du centre       | 91 793    | 1,35  | Nv.  | 0             | Nv. |  |  |  |  |  |  |  |
|                                                  | Avancement national (es)                         | 57 574                                     | 0,85      | Nv.   | 0    | Nv.           |     |  |  |  |  |  |  |  |
|                                                  | Démocratie radicale                              | 28 575                                     | 0,42      | Nv.   | 0    | Nv.           |     |  |  |  |  |  |  |  |
| Total Alliance du Centre (es)                    | Total Alliance du Centre (es)                    | 177 942                                    | 2,62      | Nv.   | 0    | Nv.           |     |  |  |  |  |  |  |  |
|                                                  | Indépendants                                     | Indépendants                               | 127 941   | 1,88  | Nv.  | 1             | Nv. |  |  |  |  |  |  |  |
|                                                  | Parti national                                   | Parti national                             | 53 819    | 0,79  | Nv.  | 0             | Nv. |  |  |  |  |  |  |  |
|                                                  | Parti du Sud (es)                                | Parti du Sud (es)                          | 47 387    | 0,70  | Nv.  | 0             | Nv. |  |  |  |  |  |  |  |
|                                                  |                                                  |                                            |           |       |      |               |     |  |  |  |  |  |  |  |
| Votes valides                                    | Votes valides                                    | Votes valides                              | 6 797 122 | 94,95 |      |               |     |  |  |  |  |  |  |  |
| Votes blancs                                     | Votes blancs                                     | Votes blancs                               | 170 194   | 2,38  |      |               |     |  |  |  |  |  |  |  |
| Votes nuls                                       | Votes nuls                                       | Votes nuls                                 | 191 330   | 2,67  |      |               |     |  |  |  |  |  |  |  |
| Total                                            | Total                                            | Total                                      | 7 158 646 | 100   | -    | 120           | 30  |  |  |  |  |  |  |  |
| Abstentions                                      | Abstentions                                      | Abstentions                                | 398 891   | 5,28  |      |               |     |  |  |  |  |  |  |  |
| Inscrits / participation                         | Inscrits / participation                         | Inscrits / participation                   | 7 557 537 | 94,72 |      |               |     |  |  |  |  |  |  |  |